# 林之郷
林之郷（はやしのごう）は、長野県上田市の地名。

## 地理
上田市東部に位置する。町の西部には千曲川の支流である神川が流れる。

## 歴史

### 沿革
- 小県郡海野荘林之郷を前身とする。
- 1889年（明治22年）4月1日 - 町村制の施行により、芳田村・林之郷の区域をもって豊里村が発足。旧村域は豊里村大字林之郷となる。
- 1956年（昭和31年）9月30日 - 豊里村が殿城村と合併して豊殿村が発足。豊殿村大字林之郷となる。
- 1958年（昭和33年）4月1日 - 豊殿村が上田市に編入。上田市大字林之郷となる。
- 2006年（平成18年）3月6日 - （旧）上田市・真田町・武石村と合併し、（新）上田市が発足。上田市林之郷となる[4]。

## 世帯数と人口
2019年（令和元年）8月1日現在の世帯数と人口は以下の通りである。
| 大字   | 世帯数  | 人口  |
| ------ | ------- | ----- |
| 林之郷 | 176世帯 | 457人 |

### 人口の変遷
| 2005年（平成17年） | 502人 | [ 5 ] |  |
| 2010年（平成22年） | 499人 | [ 5 ] |  |
| 2015年（平成27年） | 504人 | [ 5 ] |  |

## 交通
- 長野県道79号小諸上田線
- 浅間山麓広域農道（浅間サンライン）

## 施設
- 美穂須々美神社